# Sobre a Ideia Juche
Sobre a Ideia Juche (em coreano: 주체 사상에 대하여; MR: Chuch'e sasang'e taehayŏ) é um tratado atribuído ao líder norte-coreano Kim Jong Il sobre a ideologia norte-coreana Juche. É considerado o trabalho de maior autoridade sobre o Juche.
A obra, embora provavelmente escrita por encomenda dele, legitimou Kim como o único intérprete genuíno da ideologia. O tratado sistematiza o pensamento de Kim Jong Il e seu pai Kim Il Sung sobre a filosofia Juche. O tratado marca o afastamento do Juche do materialismo do marxismo-leninismo e postula a consciência das massas como dependente do líder da classe trabalhadora.
De acordo com Kim Jong Il, a ideia Juche é composta de um princípio filosófico, princípios sócio-históricos e princípios orientadores. O princípio filosófico pode ser resumido com a máxima de Kim Il Sung de que "o homem é o mestre de tudo e decide tudo". Os princípios sócio-históricos implicam que as massas trabalhadoras são o sujeito da história. Os princípios orientadores são: postura independente, método criativo e dar precedência à consciência ideológica. A ênfase na independência em particular deu origem à política Songun de Kim, ou militares em primeiro.

## Contexto
Sobre a Ideia Juche é um dos principais escritos de Kim Jong Il sobre Juche e considerada a obra de maior autoridade sobre o assunto. É um livro-texto padrão sobre o tema. O tratado é uma sistematização do pensamento do Presidente Kim Il Sung e de Kim Jong Il sobre a filosofia Juche e oferece o relato mais abrangente do Juche. O pensamento de Kim Il Sung em particular começou a ser formulado como uma filosofia original a partir da década de 1970. Sobre a Ideia Juche foi enviado ao seminário nacional sobre a ideia Juche em 31 de março de 1982, realizado por ocasião do 70º aniversário de nascimento de Kim Il-sung (15 de abril). A ocasião também foi homenageada com a inauguração da Torre Juche em Pyongyang.
No tratado, Kim Jong Il vincula o nascimento da ideia Juche à história pessoal de Kim Il Sung como guerrilheiro durante a luta antijaponesa. A Ideia Juche promoveu assim o culto à personalidade de Kim Il-sung. A publicação do tratado ajudou Kim Jong Il a ganhar legitimidade, enfatizando particularmente sua destreza intelectual. Na época em que este artigo foi escrito, Kim Jong Il estava trabalhando como chefe ideológico do país em nome de seu pai. Embora provavelmente tenha sido escrito por um ghostwriter para ele, ao ser nomeado como autor, Kim Jong Il se tornou o "único e genuíno intérprete da 'ideia imortal Juche' de Kim Il Sung".

## Conteúdo
Kim Jong Il explica que Juche é um afastamento do marxismo-leninismo, em vez de simplesmente uma reinterpretação dele. De acordo com Kim, Juche oferece não apenas uma direção "independente e criativa" para a revolução coreana, mas também estabelece uma nova era para a história humana. É filosoficamente idealista em oposição ao materialismo do marxismo. A obra é considerada um tanto abstrata em estilo.
Em comparação com os escritos de Kim Il Sung, Kim Jong Il dá atenção especial à consciência e ao conceito de líder. Esses dois são frequentemente vinculados. De acordo com Charles K. Armstrong, a principal mensagem do tratado é que "independentemente das circunstâncias materiais, as massas devem obediência inquestionável ao Grande Líder, que sozinho pode trazer as massas à consciência", acrescentando que a "mensagem seria extremamente útil para o estado norte-coreano nos anos difíceis que virão", referindo-se à morte de Kim Il-sung e à fome norte-coreana na década de 1990, uma década após a publicação de Sobre a Ideia Juche.

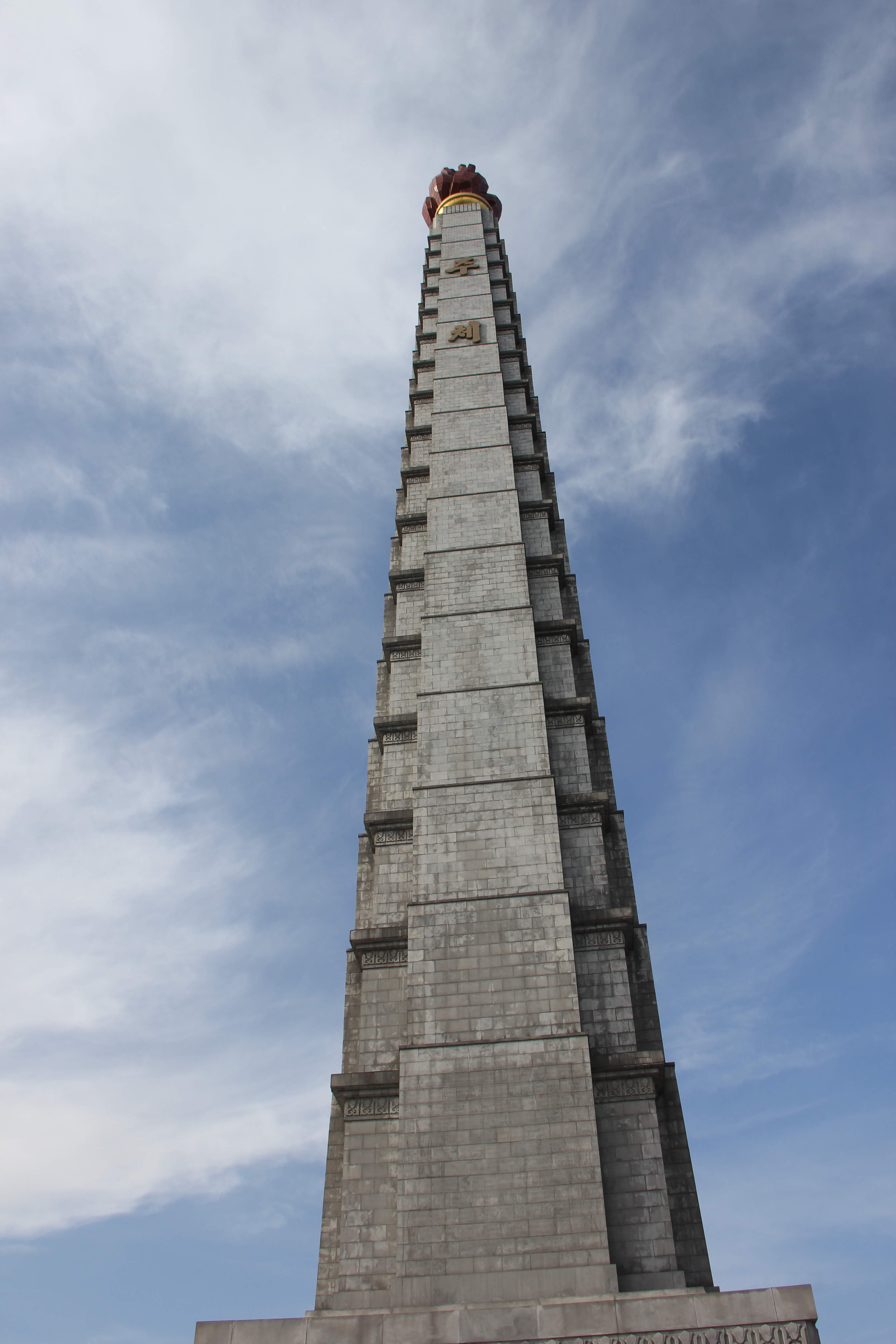
A Torre Juche e Sobre a Ideia Juche foram ambas introduzidas para o 70º aniversário de nascimento de Kim Il-sung, cuja filosofia Juche passou a ser interpretada exclusivamente por Kim Jong Il.

Em Sobre a Ideia Juche, Kim Jong Il divide o Juche em três componentes: o princípio filosófico, os princípios sócio-históricos e os princípios orientadores da ideia Juche.

### Princípio filosófico
O princípio filosófico implica que Juche é uma filosofia centrada no homem. O homem tem independência (자주성, chajusong), criatividade (창조성, changjosong) e consciência (의식성, uisiksong), o que coloca o homem no centro do mundo. Isso é descrito pela máxima cunhada por Kim Il Sung em uma entrevista de 1972 com jornalistas japoneses: "o homem é o mestre de tudo e decide tudo." O homem transforma o mundo e incorpora chajusŏng, ou independência e autonomia. Ao colocar o homem no centro, Kim Jong Il nega a existência de qualquer poder sobrenatural, embora a própria filosofia Juche possa ser considerada como tendo elementos quase religiosos.

### Princípios sócio-históricos
Os princípios sócio-históricos do Juche podem ser resumidos da seguinte forma: as massas trabalhadoras são o sujeito da história. A história humana é a luta das massas para realizar sua independência e defendê-la. A missão sócio-histórica do homem é transformar tanto a natureza quanto a sociedade. Aqui Kim se afasta do marxismo-leninismo ao colocar principalmente o homem contra a natureza, em vez do proletariado contra a classe burguesa.

### Princípios orientadores
Existem três princípios orientadores no Juche:
1. Primeiro, a postura independente significa Juche em ideologia, independência em política, autossuficiência em economia e autoconfiança em defesa. Esses quatro aspectos da postura independente já podem ser encontrados no discurso de Kim Il Sung de 1965, proferido na Indonésia, Sobre a Construção Socialista na República Popular Democrática da Coreia e a Revolução Sul-Coreana (조선민주주의인민공화국에서의사회주의건설과남조선혁명에대하여).[10] Embora Sobre a Ideia Juche mencione economia, ela não tem precedência. Palavras como "desenvolvimento" e "crescimento" são mais frequentemente usadas para se referir à ideologia do que à economia. No entanto, notando que uma economia construída em "autossuficiência não significa construir uma economia isoladamente", Kim sugere reformas econômicas limitadas. Com certeza, uma lei sobre joint-ventures foi aprovada em 1984.[9]
2. O segundo princípio, o método criativo, significa que todos os problemas que surgem na revolução e na construção devem ser resolvidos confiando na criatividade das massas.[2]
3. O terceiro e último princípio orientador é dar precedência à consciência ideológica sobre todo outro trabalho.[2]

Na antiga época das suas atividades revolucionárias iniciais, o Líder educou-se no marxismo-leninismo. Contudo, em favor da Revolução Coreana, não se limitou a aplicá-lo, mas sim, adotando uma firme posição jucheana, abriu novos
campos da teoria revolucionária e encontrou soluções originais aos problemas que surgiam na prática revolucionária.

Sobre a Ideia Juche

## Legado
Sobre a Ideia Juche tem sido usada desde então como uma justificativa para a política Songun de Kim Jong Il, ou exército em primeiro lugar. A justificativa pode ser encontrada em um aspecto de um dos princípios orientadores do Juche, que Kim "elevou": autoconfiança na defesa. Kim continuou a publicar "O Partido dos Trabalhadores da Coreia é um Partido Revolucionário do Tipo Juche que Herdou a Gloriosa Tradição do UAI (조선로동당은 영광스러운 ㅌ.ㄷ.의 전통을 계승한 주체형 혁명적 당이다)" em outubro de 1982 e focando mais nas atividades de guerrilha de Kim Il Sung.